# Paul Popp
Pour les articles homonymes, voir Popp.
Paul Popp (né le 2 février 1963 à Vienne) est un coureur cycliste autrichien.

## Biographie
Professionnel de 1987 à 1994, il devient notamment champion d'Autriche du contre-la-montre en 1984 et de la course en ligne en 1986, alors qu'il est encore amateur.

## Palmarès
- 1982
  - 2e du Tour du Burgenland
- 1984
  -  Champion d'Autriche du contre-la-montre
  - 1re et 7e étapes du Tour d'Autriche
  - Tour du Burgenland
- 1985
  - Prologue du Tour d'Autriche
  - Prologue et 4e étape du Tour de Basse-Saxe
  - Tour du Burgenland
- 1986
  -  Champion d'Autriche sur route
  - 7e étape du Tour d'Autriche
  - 6eb étape du Tour des régions italiennes
  - Tour de Basse-Autriche
  - 5e du championnat du monde sur route amateurs
- 1987
  - 7e de Milan-San Remo
- 1990
  - 2e du championnat d'Autriche sur route
  - 3e du Grand Prix de Denain
- 1991
  - 3e étape du Grand Prix Guillaume Tell

## Résultats sur les grands tours

### Tour d'Italie
3 participations
- 1987 : 101e
- 1988 : 115e
- 1989 : 117e

### Tour d'Espagne
1 participation
- 1993 : abandon